# Blocus maritime
Pour les articles homonymes, voir Blocus (homonymie).

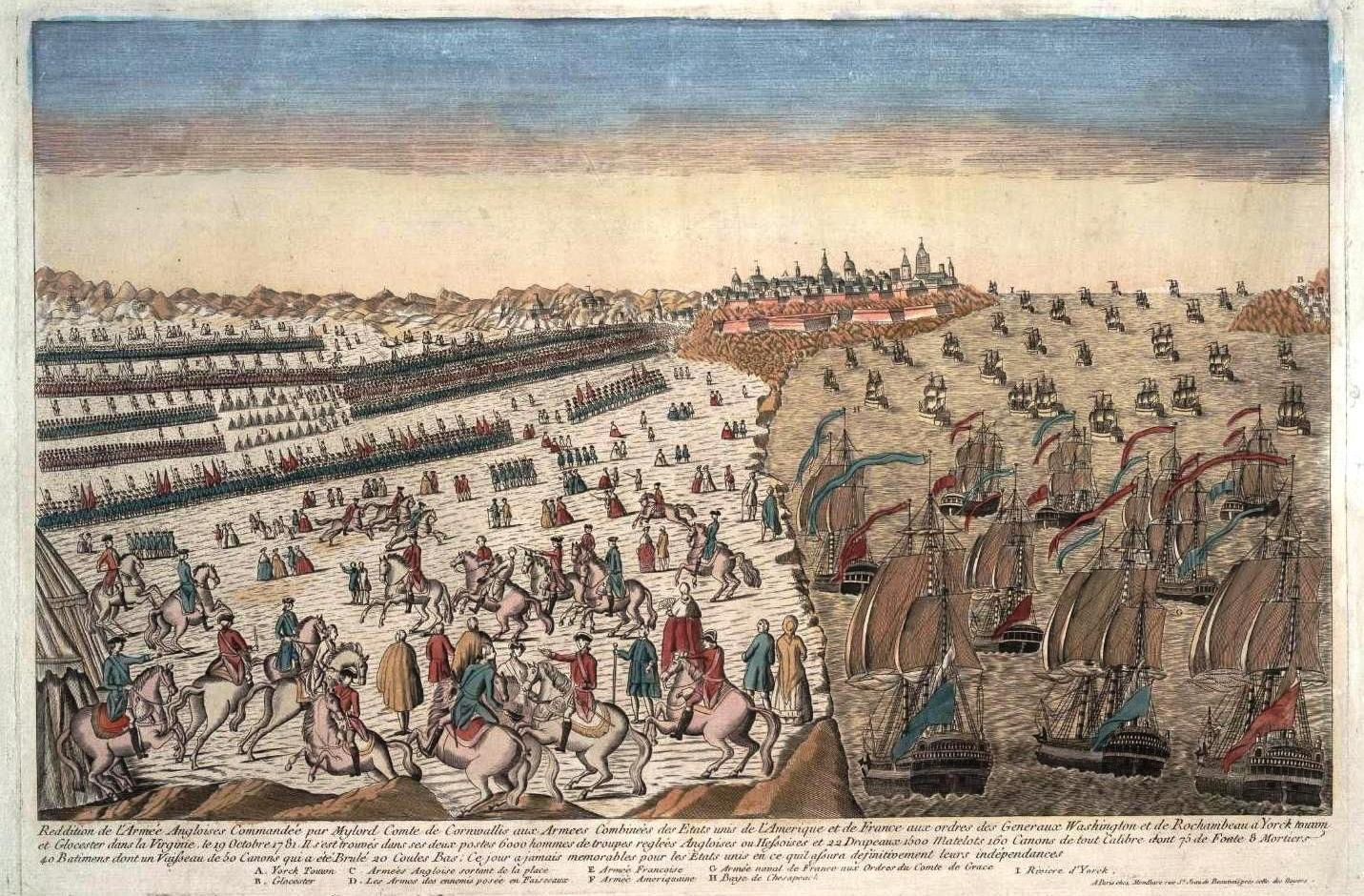
Blocus naval français à Yorktown en 1781

Un blocus maritime désigne l'investissement d'un littoral par une force navale ennemie pour empêcher les navires de commerce de communiquer avec les ports de commerce de la zone bloquée.